# Albrechtičky
Albrechtičky település Csehországban, Nový Jičín-i járásban. Albrechtičky Petřvald, Studénka és Mošnov településekkel határos. Lakosainak száma 688 fő (2024. január 1.).

## Népesség
A település lakosságának változását az alábbi diagram mutatja:
| Lakosok száma | 746  | 757  | 876  | 1188 | 726  | 684  | 683  | 708  | 667  | 688  |
|               | 1869 | 1900 | 1921 | 1961 | 1980 | 2011 | 2016 | 2019 | 2021 | 2024 |